# ルイス (イングランド)
ルイス (Lewes) は、イングランド・イースト・サセックスにあるタウンかつ行政教区である。行政上は、非都市ディストリクトのルイス に属し、その中心部分を占めている。ロンドンの南71kmに位置している。タウンは渡河ポイントとして、またマーケットタウンとしての歴史を持っている。2001年の国勢調査での人口は、15,988人。
付近にはサウス・ダウンズ国立公園があり、2014年に南西側のイギリス海峡の海岸にあるブライトン一帯と共にユネスコの生物圏保護区に指定された。

## 歴史
1264年、ヘンリー3世とシモン・ド・モンフォールとの間で争われた第2次バロン戦争において、シモン・ド・モンフォールが勝利したルイスの戦いの舞台となった。

## 語源
タウン名である"Lewes"は、"丘(hill)"を表す古英語の"Hlaew"の複数であるという説がある。

## スポーツ
- ルイスFC

## 文化
近郊にあるグラインドボーンオペラハウスにて、毎年グラインドボーン音楽祭が行われている。

## 出身人物
- ギデオン・マンテル - 地質学者、考古学者
- ジェイムズ・アイアデル - 初代アメリカ合衆国最高裁判所陪席判事
- カミラ - 国王チャールズ3世妃。ロンドン、サザーク区のキングス・カレッジ・ロンドン デンマーク・ヒルキャンパス病院 (en) に出生し、育ちはルイス界隈プランプトン (Plumpton) とケンジントン区サウス・ケンジントン。

## 姉妹都市
- ドイツ ヴァルツフート＝ティエンゲン
- フランス ブロワ